# Boudin de Bruxelles
Pour les articles homonymes, voir Boudin.
Le boudin de Bruxelles,  bloempanch ou bloodpanch (en néerlandais bloedpens) est une sorte de gros boudin noir de 10 cm de diamètre contenant des cubes de gras, tranché épais et poêlé sur feu vif.

## Ordre du Bloempanch
Un ordre bruxellois avait été créé pour promouvoir cette spécialité, mais celui-ci a disparu en 2013. Le Gazetin du vieux Bruxelles était le magazine officiel et trimestriel de l'Ordre du Bloempanch et y relatait des histoires et anecdotes en relation avec la ville de Bruxelles. 

## Bloempanchgang
La rue de l'Abricotier est surnommé Bloempanchgang en bruxellois, c'est-à-dire l'impasse du Boudin. La légende veut qu'un charcutier ait jeté un boudin à la tête d'un client et que celui-ci aurait dévalé la rue jusqu'à la rue Haute.